# Cestrum laevigatum
El bellasombra (Cestrum laevigatum) es una especie de arbusto del género Cestrum perteneciente a la familia de las solanáceas. Es originaria de Brasil. 

## Descripción
Cestrum laevigatum  crece como un arbusto o pequeño árbol que crece en posición vertical, trepador o colgante y alcanza un tamaño de hasta 4 m de altura, raramente 10 m. Las ramas están bordeadas inicialmente con corteza color marrón-gris a gris claro. Sólo las partes de las plantas más jóvenes son peludas y esponjosas. Los dispersos pecíolos de las hojas son de 0,5 a 2,5 cm de largo. La hoja es membranosa a fina y correosa, simple y tiene una longitud de 3 a 20 cm y una anchura de 1,3 a 7 cm. Las numerosas inflorescencias, en su mayoría axilares, son de 2 a 20 mm de largo.  Los flores hermafroditas  son cinco (raramente seis) trifoliadas. Los sépalos se fusionan con forma de casi campana. Los frutos son bayas más o menos brillantes, en forma de huevo que 4 tienen un tamaño de 10 a 12 × 6 mm y contienen pocas semillas. Las bayas son venenosas.  

## Distribución
El área de distribución de Cestrum laevigatum es América del Sur y las Antillas, donde los principales depósitos están situados en la costa sur de Brasil.

## Taxonomía
Cestrum laevigatum fue descrita por Diederich Franz Leonhard von Schlechtendal y publicado en Linnaea 7: 58. 1832.
Etimología
Cestrum: nombre genérico que deriva del griego kestron = "punto, picadura, buril", nombre utilizado por Dioscórides para algún miembro de la familia de la menta.
laevigatum: epíteto latíno que significa "dentada".
Sinonimia
- Cestrum axillare Vell.
- Cestrum bella-sombra Dunal
- Cestrum foetidissimum var. pallidissimum Dunal
- Cestrum laevigatum var. collinum Dunal
- Cestrum laevigatum var. evolutum Schltdl.
- Cestrum laevigatum var. paraguayense Francey
- Cestrum laevigatum var. pauperculum Schltdl.
- Cestrum laevigatum var. puberulum Sendtn.
- Cestrum multiflorum Schott ex Sendt.
- Cestrum nocturnum var. pubescens Dunal
- Cestrum pendulinum Dunal
- Cestrum undulatum var. otites Dunal[5]